# Periodisk faste
Periodisk faste (engelsk Intermittent fasting) er enhver type cyklus, som indeholder fastlagte måltider og perioder med faste eller perioder med reduceret kalorie-indtag. Metoder med periodisk faste inkludere faste hveranden dag eller dagligt tidstidsbegrænset fødeindtag.
Periodisk faste har lignende effekter som kaloriebegrænset kost, og er blevet studeret i 2000-tallet som en måde at reducere kost-relaterede sygdomme som metabolt syndrom.
Ifølge American Heart Association kan periodisk faste give vægttab, reducere insulinresistens og mindske risikoen for cardiometabolske sygdomme, selvom langsigtede effekter ikke er kendt. Et studie fra 2019 konkluderede at periodisk faste kan hjælpe med overvægt, insulinresistens, dyslipidæmi, hypertension og betændelse. Et studie fra 202 indikerede at periodisk faste generelt ikke er farligt.
Der er ikke lavet grundige studier af bivirkninger ved periodisk faste, hvilket har fået nogle forskere til at kalde det en mode-kost. Ifølge det amerikansk National Institute on Aging er der ikke er tilstrækkelig evidens til at anbefale periodisk faste, og opfordrer til at man taler med sin læge inden ændrer sine spisevaner.
Faste eksisterer i flere forskellige religioner inklusive buddhisme, kristendom, hinduisme, islam, jainisme og jødedom.